# Vodacom Cup 2010
Vodacom Cup 2010 – trzynasta edycja Vodacom Cup, trzeciego poziomu rozgrywek w rugby union w Południowej Afryce.
Od tego sezonu zespół Mighty Elephants występował jako Eastern Province Kings, do rywalizacji powróciła namibijska drużyna Welwitschias, a po raz pierwszy przystąpił natomiast reprezentujący Argentynę zespół Pampas XV.
Szesnaście uczestniczących zespołów rywalizowało w pierwszej fazie systemem kołowym podzielone na dwie ośmiozespołowe grupy, następnie czołowe czwórki z każdej z grup awansowały do fazy pucharowej złożonej z ćwierćfinałów, półfinałów i finału. W przypadku remisów w fazie pucharowej zostały ustalone odrębne zasady.
Z ćwierćfinałowych pojedynków zwycięsko wyszły zespoły Cheetahs, Blue Bulls, Sharks XV i Boland Cavaliers. Półfinały na swoją korzyść rozstrzygnęły drużyny Blue Bulls i Cheetahs, zaś w finale triumfowali zawodnicy Blue Bulls dzięki dropgolowi Francois Brummera już po końcowej syrenie.
Najwięcej punktów w zawodach (99) zdobył Monty Dumond, w klasyfikacji przyłożeń z ośmioma zwyciężył natomiast Jaco Bouwer.

## Faza grupowa

### Grupa północna
| 26 lutego 201017:00 | Griquas | 17:22(17:11) | Blue Bulls | AR Abass Stadium, Kimberley Widzów: 500 Sędzia: Tiaan Jonker |
| 26 lutego 201017:00 |         | 17:22(17:11) |            | AR Abass Stadium, Kimberley Widzów: 500 Sędzia: Tiaan Jonker |

| 26 lutego 201019:00 | Pumas | 52:17(33:10) | Falcons | Atlantic Stadium, Witbank Widzów: 300 Sędzia: Ben Crouse |
| 26 lutego 201019:00 |       | 52:17(33:10) |         | Atlantic Stadium, Witbank Widzów: 300 Sędzia: Ben Crouse |

| 27 lutego 201014:00 | Welwitschias | 26:45(17:25) | Griffons | Hage Geingob Rugby Stadium, Windhuk Widzów: 3 000 Sędzia: Luke Burger |
| 27 lutego 201014:00 |              | 26:45(17:25) |          | Hage Geingob Rugby Stadium, Windhuk Widzów: 3 000 Sędzia: Luke Burger |

| 27 lutego 201015:00 | Golden Lions | 27:22(17:10) | Leopards | Johannesburg Stadium, Johannesburg Widzów: 200 Sędzia: Mlungiseleli Mdashe |
| 27 lutego 201015:00 |              | 27:22(17:10) |          | Johannesburg Stadium, Johannesburg Widzów: 200 Sędzia: Mlungiseleli Mdashe |

| 5 marca 201017:00 | Blue Bulls | 29:15(7:3) | Pumas | Loftus Versfeld Stadium, Pretoria Widzów: 2 000 Sędzia: Stuart Berry |
| 5 marca 201017:00 |            | 29:15(7:3) |       | Loftus Versfeld Stadium, Pretoria Widzów: 2 000 Sędzia: Stuart Berry |

| 5 marca 201018:30 | Leopards | 52:11(24:11) | Welwitschias | Olën Park, Potchefstroom Widzów: 1 000 Sędzia: Lesego Legoete |
| 5 marca 201018:30 |          | 52:11(24:11) |              | Olën Park, Potchefstroom Widzów: 1 000 Sędzia: Lesego Legoete |

| 5 marca 201019:00 | Griffons | 31:59(3:33) | Griquas | North West Stadium, Welkom Widzów: 2 000 Sędzia: Jonathan Kaplan |
| 5 marca 201019:00 |          | 31:59(3:33) |         | North West Stadium, Welkom Widzów: 2 000 Sędzia: Jonathan Kaplan |

| 6 marca 201015:00 | Falcons | 13:34(6:3) | Golden Lions | John Vorster Stadium, Nigel Widzów: 2 000 Sędzia: Lourens van der Merwe |
| 6 marca 201015:00 |         | 13:34(6:3) |              | John Vorster Stadium, Nigel Widzów: 2 000 Sędzia: Lourens van der Merwe |

| 12 marca 201018:30 | Leopards | 59:8(21:3) | Falcons | Royal Bafokeng Stadium, Rustenburg Widzów: 1 000 Sędzia: Jason Jaftha |
| 12 marca 201018:30 |          | 59:8(21:3) |         | Royal Bafokeng Stadium, Rustenburg Widzów: 1 000 Sędzia: Jason Jaftha |

| 12 marca 201019:00 | Pumas | 66:14(40:0) | Griffons | Atlantic Stadium, Witbank Widzów: 400 Sędzia: Stuart Berry |
| 12 marca 201019:00 |       | 66:14(40:0) |          | Atlantic Stadium, Witbank Widzów: 400 Sędzia: Stuart Berry |

| 13 marca 201014:00 | Welwitschias | 27:29(6:17) | Griquas | Hage Geingob Rugby Stadium, Windhuk Sędzia: Joey Klaaste-Salmans |
| 13 marca 201014:00 |              | 27:29(6:17) |         | Hage Geingob Rugby Stadium, Windhuk Sędzia: Joey Klaaste-Salmans |

| 13 marca 201015:00 | Golden Lions | 22:27(6:14) | Blue Bulls | Raiders Rugby Club, Johannesburg Widzów: 1 000 Sędzia: Archie Sehlako |
| 13 marca 201015:00 |              | 22:27(6:14) |            | Raiders Rugby Club, Johannesburg Widzów: 1 000 Sędzia: Archie Sehlako |

| 19 marca 201016:00 | Griquas | 42:26(13:21) | Pumas | AR Abass Stadium, Kimberley Sędzia: Matt Kemp |
| 19 marca 201016:00 |         | 42:26(13:21) |       | AR Abass Stadium, Kimberley Sędzia: Matt Kemp |

| 19 marca 201016:50 | Blue Bulls | 25:15(10:3) | Leopards | Loftus Versfeld Stadium, Pretoria Widzów: 2 000 Sędzia: Stuart Berry |
| 19 marca 201016:50 |            | 25:15(10:3) |          | Loftus Versfeld Stadium, Pretoria Widzów: 2 000 Sędzia: Stuart Berry |

| 19 marca 201019:00 | Welwitschias | 66:35(26:16) | Falcons | Hage Geingob Rugby Stadium, Windhuk Widzów: 1 500 Sędzia: Tiaan Jonker |
| 19 marca 201019:00 |              | 66:35(26:16) |         | Hage Geingob Rugby Stadium, Windhuk Widzów: 1 500 Sędzia: Tiaan Jonker |

| 19 marca 201019:00 | Griffons | 16:48(13:17) | Golden Lions | North West Stadium, Welkom Widzów: 600 Sędzia: Mlungiseleli Mdashe |
| 19 marca 201019:00 |          | 16:48(13:17) |              | North West Stadium, Welkom Widzów: 600 Sędzia: Mlungiseleli Mdashe |

| 26 marca 201016:00 | Golden Lions | 45:5(11:0) | Griquas | Johannesburg Stadium, Johannesburg Widzów: 300 Sędzia: Stuart Berry |
| 26 marca 201016:00 |              | 45:5(11:0) |         | Johannesburg Stadium, Johannesburg Widzów: 300 Sędzia: Stuart Berry |

| 26 marca 201018:30 | Leopards | 43:13(24:3) | Griffons | Olën Park, Potchefstroom Sędzia: Archie Sehlako |
| 26 marca 201018:30 |          | 43:13(24:3) |          | Olën Park, Potchefstroom Sędzia: Archie Sehlako |

| 27 marca 201015:00 | Pumas | 30:10(17:7) | Welwitschias | Nelspruit Rugby Club, Nelspruit Widzów: 3 000 Sędzia: Jason Jaftha |
| 27 marca 201015:00 |       | 30:10(17:7) |              | Nelspruit Rugby Club, Nelspruit Widzów: 3 000 Sędzia: Jason Jaftha |

| 27 marca 201015:00 | Falcons | 7:50(0:38) | Blue Bulls | Barnard Stadium, Kempton Park Sędzia: Rasta Rasivhenge |
| 27 marca 201015:00 |         | 7:50(0:38) |            | Barnard Stadium, Kempton Park Sędzia: Rasta Rasivhenge |

| 9 kwietnia 201016:00 | Griquas | 51:21(22:7) | Leopards | AR Abass Stadium, Kimberley Widzów: 500 Sędzia: Tiaan Jonker |
| 9 kwietnia 201016:00 |         | 51:21(22:7) |          | AR Abass Stadium, Kimberley Widzów: 500 Sędzia: Tiaan Jonker |

| 9 kwietnia 201019:00 | Pumas | 22:18(10:18) | Golden Lions | Lilian Ngoyi Stadium, Secunda Widzów: 100 Sędzia: Quinton Immelman |
| 9 kwietnia 201019:00 |       | 22:18(10:18) |              | Lilian Ngoyi Stadium, Secunda Widzów: 100 Sędzia: Quinton Immelman |

| 9 kwietnia 201019:00 | Griffons | 36:24(12:12) | Falcons | North West Stadium, Welkom Widzów: 500 Sędzia: Bongani Maloni |
| 9 kwietnia 201019:00 |          | 36:24(12:12) |         | North West Stadium, Welkom Widzów: 500 Sędzia: Bongani Maloni |

| 10 kwietnia 201014:00 | Welwitschias | 34:58(14:27) | Blue Bulls | Hage Geingob Rugby Stadium, Windhuk Widzów: 2 500 Sędzia: Delbirth November |
| 10 kwietnia 201014:00 |              | 34:58(14:27) |            | Hage Geingob Rugby Stadium, Windhuk Widzów: 2 500 Sędzia: Delbirth November |

| 16 kwietnia 201015:00 | Golden Lions | 51:20(27:6) | Welwitschias | Johannesburg Stadium, Johannesburg Widzów: 300 Sędzia: Francois Veldsman |
| 16 kwietnia 201015:00 |              | 51:20(27:6) |              | Johannesburg Stadium, Johannesburg Widzów: 300 Sędzia: Francois Veldsman |

| 16 kwietnia 201018:30 | Leopards | 33:29(14:13) | Pumas | Olën Park, Potchefstroom Widzów: 200 Sędzia: Mlungiseleli Mdashe |
| 16 kwietnia 201018:30 |          | 33:29(14:13) |       | Olën Park, Potchefstroom Widzów: 200 Sędzia: Mlungiseleli Mdashe |

| 17 kwietnia 201015:00 | Falcons | 12:60(12:31) | Griquas | Barnard Stadium, Kempton Park Widzów: 1 500 Sędzia: Archie Sehlako |
| 17 kwietnia 201015:00 |         | 12:60(12:31) |         | Barnard Stadium, Kempton Park Widzów: 1 500 Sędzia: Archie Sehlako |

| 17 kwietnia 201015:00 | Blue Bulls | 40:26(11:9) | Griffons | Atteridgeville Super Stadium, Atteridgeville Widzów: 562 Sędzia: Pieter De Villiers |
| 17 kwietnia 201015:00 |            | 40:26(11:9) |          | Atteridgeville Super Stadium, Atteridgeville Widzów: 562 Sędzia: Pieter De Villiers |

### Grupa południowa
| 26 lutego 201018:00 | Sharks XV | 69:8(17:5) | Border Bulldogs | ABSA Stadium, Durban Widzów: 300 Sędzia: Joey Klaaste-Salmans |
| 26 lutego 201018:00 |           | 69:8(17:5) |                 | ABSA Stadium, Durban Widzów: 300 Sędzia: Joey Klaaste-Salmans |

| 26 lutego 201019:10 | Eastern Province Kings | 27:27(14:17) | Pampas XV | Nelson Mandela Bay Stadium, Port Elizabeth Widzów: 10 800 Sędzia: Sindile Mayende |
| 26 lutego 201019:10 |                        | 27:27(14:17) |           | Nelson Mandela Bay Stadium, Port Elizabeth Widzów: 10 800 Sędzia: Sindile Mayende |

| 27 lutego 201016:00 | Boland Cavaliers | 37:28(22:16) | Western Province | Bredasdorp Widzów: 3 800 Sędzia: Archie Sehlako |
| 27 lutego 201016:00 |                  | 37:28(22:16) |                  | Bredasdorp Widzów: 3 800 Sędzia: Archie Sehlako |

| 27 lutego 201016:00 | SWD Eagles | 13:22(3:17) | Cheetahs | Saasveld, George Widzów: 500 Sędzia: Francois Veldsman |
| 27 lutego 201016:00 |            | 13:22(3:17) |          | Saasveld, George Widzów: 500 Sędzia: Francois Veldsman |

| 6 marca 201014:45 | Western Province | 26:23(20:10) | Sharks XV | Newlands Stadium, Kapsztad Sędzia: Jaco Peyper |
| 6 marca 201014:45 |                  | 26:23(20:10) |           | Newlands Stadium, Kapsztad Sędzia: Jaco Peyper |

| 6 marca 201015:30 | Border Bulldogs | 32:34(17:26) | Eastern Province Kings | Queen’s College, Queenstown Widzów: 750 Sędzia: Jason Jaftha |
| 6 marca 201015:30 |                 | 32:34(17:26) |                        | Queen’s College, Queenstown Widzów: 750 Sędzia: Jason Jaftha |

| 6 marca 201016:45 | Cheetahs | 37:29(19:9) | Boland Cavaliers | Vodacom Park, Bloemfontein Widzów: 2 500 Sędzia: Joey Klaaste-Salmans |
| 6 marca 201016:45 |          | 37:29(19:9) |                  | Vodacom Park, Bloemfontein Widzów: 2 500 Sędzia: Joey Klaaste-Salmans |

| 13 marca 201015:00 | Eastern Province Kings | 23:28(15:16) | Western Province | EPRU Stadium, Port Elizabeth Widzów: 3 200 Sędzia: Francois Veldsman |
| 13 marca 201015:00 |                        | 23:28(15:16) |                  | EPRU Stadium, Port Elizabeth Widzów: 3 200 Sędzia: Francois Veldsman |

| 13 marca 201015:30 | Sharks XV | 26:17(16:9) | Cheetahs | Empangeni RC, Empangeni Sędzia: Matt Kemp |
| 13 marca 201015:30 |           | 26:17(16:9) |          | Empangeni RC, Empangeni Sędzia: Matt Kemp |

| 13 marca 201016:00 | Boland Cavaliers | 25:24(15:16) | SWD Eagles | Saldanha RC, Saldanha Widzów: 1 560 Sędzia: Lourens van der Merwe |
| 13 marca 201016:00 |                  | 25:24(15:16) |            | Saldanha RC, Saldanha Widzów: 1 560 Sędzia: Lourens van der Merwe |

| 13 marca 201016:45 | Pampas XV | 73:14(40:0) | Border Bulldogs | Newlands Stadium, Kapsztad Sędzia: Sindile Mayende |
| 13 marca 201016:45 |           | 73:14(40:0) |                 | Newlands Stadium, Kapsztad Sędzia: Sindile Mayende |

| 19 marca 201015:45 | Cheetahs | 25:16(14:9) | Eastern Province Kings | Shimla Park, Bloemfontein Widzów: 500 Sędzia: Pieter De Villiers |
| 19 marca 201015:45 |          | 25:16(14:9) |                        | Shimla Park, Bloemfontein Widzów: 500 Sędzia: Pieter De Villiers |

| 19 marca 201016:30 | Boland Cavaliers | 26:13(14:10) | Pampas XV | Boland Stadium, Wellington Sędzia: Jason Jaftha |
| 19 marca 201016:30 |                  | 26:13(14:10) |           | Boland Stadium, Wellington Sędzia: Jason Jaftha |

| 20 marca 201014:30 | Western Province | 29:0(17:0) | Border Bulldogs | Newlands Stadium, Kapsztad Widzów: 8 000 Sędzia: Lesego Legoete |
| 20 marca 201014:30 |                  | 29:0(17:0) |                 | Newlands Stadium, Kapsztad Widzów: 8 000 Sędzia: Lesego Legoete |

| 20 marca 201016:00 | SWD Eagles | 16:10(16:10) | Sharks XV | Bridgton Sports Grounds, Oudtshoorn Widzów: 1 500 Sędzia: Bongani Maloni |
| 20 marca 201016:00 |            | 16:10(16:10) |           | Bridgton Sports Grounds, Oudtshoorn Widzów: 1 500 Sędzia: Bongani Maloni |

| 26 marca 201019:00 | Eastern Province Kings | 24:19(24:6) | SWD Eagles | EPRU Stadium, Port Elizabeth Sędzia: Matt Kemp |
| 26 marca 201019:00 |                        | 24:19(24:6) |            | EPRU Stadium, Port Elizabeth Sędzia: Matt Kemp |

| 26 marca 201019:00 | Sharks XV | 35:20(18:13) | Boland Cavaliers | Woodburn Stadium, Pietermaritzburg Widzów: 2 000 Sędzia: Joey Klaaste-Salmans |
| 26 marca 201019:00 |           | 35:20(18:13) |                  | Woodburn Stadium, Pietermaritzburg Widzów: 2 000 Sędzia: Joey Klaaste-Salmans |

| 27 marca 201015:30 | Border Bulldogs | 18:50(8:23) | Cheetahs | Sisa Dukashe Stadium, East London Widzów: 350 Sędzia: Sindile Mayende |
| 27 marca 201015:30 |                 | 18:50(8:23) |          | Sisa Dukashe Stadium, East London Widzów: 350 Sędzia: Sindile Mayende |

| 27 marca 201017:05 | Pampas XV | 16:19(0:10) | Western Province | Newlands Stadium, Kapsztad Widzów: 871 Sędzia: Lesego Legoete |
| 27 marca 201017:05 |           | 16:19(0:10) |                  | Newlands Stadium, Kapsztad Widzów: 871 Sędzia: Lesego Legoete |

| 7 kwietnia 201015:00 | Pampas XV | 36:17(17:7) | SWD Eagles | Van Der Stel Rugby Club, Stellenbosch Sędzia: Joey Klaaste-Salmans |
| 7 kwietnia 201015:00 |           | 36:17(17:7) |            | Van Der Stel Rugby Club, Stellenbosch Sędzia: Joey Klaaste-Salmans |

| 9 kwietnia 201019:00 | Eastern Province Kings | 25:27(20:17) | Sharks XV | EPRU Stadium, Port Elizabeth Widzów: 800 Sędzia: Ben Crouse |
| 9 kwietnia 201019:00 |                        | 25:27(20:17) |           | EPRU Stadium, Port Elizabeth Widzów: 800 Sędzia: Ben Crouse |

| 10 kwietnia 201015:00 | Pampas XV | 36:24(26:3) | Cheetahs | Florida Park Sports Complex, Parow Widzów: 1 500 Sędzia: Lusanda Jam |
| 10 kwietnia 201015:00 |           | 36:24(26:3) |          | Florida Park Sports Complex, Parow Widzów: 1 500 Sędzia: Lusanda Jam |

| 10 kwietnia 201015:30 | Border Bulldogs | 13:33(6:19) | Boland Cavaliers | Sisa Dukashe Stadium, East London Widzów: 450 Sędzia: Francois Groenewald |
| 10 kwietnia 201015:30 |                 | 13:33(6:19) |                  | Sisa Dukashe Stadium, East London Widzów: 450 Sędzia: Francois Groenewald |

| 10 kwietnia 201017:05 | Western Province | 29:23(17:18) | SWD Eagles | Florida Park Sports Complex, Parow Widzów: 2 000 Sędzia: Sindile Mayende |
| 10 kwietnia 201017:05 |                  | 29:23(17:18) |            | Florida Park Sports Complex, Parow Widzów: 2 000 Sędzia: Sindile Mayende |

| 16 kwietnia 201019:10 | Sharks XV | 24:19(13:13) | Pampas XV | ABSA Stadium, Durban Widzów: 200 Sędzia: Lourens van der Merwe |
| 16 kwietnia 201019:10 |           | 24:19(13:13) |           | ABSA Stadium, Durban Widzów: 200 Sędzia: Lourens van der Merwe |

| 17 kwietnia 201015:45 | Cheetahs | 20:12(6:6) | Western Province | Petrusburg Sports Grounds, Petrusburg Sędzia: Luke Burger |
| 17 kwietnia 201015:45 |          | 20:12(6:6) |                  | Petrusburg Sports Grounds, Petrusburg Sędzia: Luke Burger |

| 17 kwietnia 201016:00 | Boland Cavaliers | 36:10(22:10) | Eastern Province Kings | Rhino's Park, Piketberg Widzów: 2 800 Sędzia: Matt Kemp |
| 17 kwietnia 201016:00 |                  | 36:10(22:10) |                        | Rhino's Park, Piketberg Widzów: 2 800 Sędzia: Matt Kemp |

| 17 kwietnia 201016:00 | SWD Eagles | 39:30(22:8) | Border Bulldogs | Rustdene Sports Grounds, Beaufort West Sędzia: Rasta Rasivhenge |
| 17 kwietnia 201016:00 |            | 39:30(22:8) |                 | Rustdene Sports Grounds, Beaufort West Sędzia: Rasta Rasivhenge |

## Faza pucharowa
|  |                  |                  |             |             |    |                  |                  |          |  |  |       |       |       |
|  | Ćwierćfinał      | Ćwierćfinał      | Ćwierćfinał |             |    | Półfinał         | Półfinał         | Półfinał |  |  | Finał | Finał | Finał |
|  | Ćwierćfinał      | Ćwierćfinał      | Ćwierćfinał |             |    | Półfinał         | Półfinał         | Półfinał |  |  | Finał | Finał | Finał |
|  | 24 kwietnia 2010 |                  |             |             |    |                  |                  |          |  |  |       |       |       |
|  |                  |                  |             |             |    |                  |                  |          |  |  |       |       |       |
|  | Blue Bulls       | Blue Bulls       | 17          |             |    |                  |                  |          |  |  |       |       |       |
|  | Blue Bulls       | Blue Bulls       | 17          | 1 maja 2010 |    |                  |                  |          |  |  |       |       |       |
|  | Western Province | Western Province | 6           |             |    |                  |                  |          |  |  |       |       |       |
|  | Western Province | Western Province | 6           |             |    | Blue Bulls       | Blue Bulls       | 33       |  |  |       |       |       |
|  | 24 kwietnia 2010 |                  |             |             |    | Blue Bulls       | Blue Bulls       | 33       |  |  |       |       |       |
|  |                  |                  | Sharks XV   | Sharks XV   | 3  |                  |                  |          |  |  |       |       |       |
|  | Sharks XV        | Sharks XV        | Sharks XV   | Sharks XV   | 3  | 28               |                  |          |  |  |       |       |       |
|  | Sharks XV        | Sharks XV        |             |             |    | 28               | 7 maja 2010      |          |  |  |       |       |       |
|  | Griquas          | Griquas          | 24          |             |    |                  |                  |          |  |  |       |       |       |
|  | Griquas          | Griquas          | 24          |             |    | Blue Bulls       | Blue Bulls       | 31       |  |  |       |       |       |
|  | 24 kwietnia 2010 |                  |             |             |    | Blue Bulls       | Blue Bulls       | 31       |  |  |       |       |       |
|  |                  |                  | Cheetahs    | Cheetahs    | 29 |                  |                  |          |  |  |       |       |       |
|  | Boland Cavaliers | Boland Cavaliers | Cheetahs    | Cheetahs    | 29 | 30               |                  |          |  |  |       |       |       |
|  | Boland Cavaliers | Boland Cavaliers | 1 maja 2010 |             |    | 30               |                  |          |  |  |       |       |       |
|  | Leopards         | Leopards         | 25          |             |    |                  |                  |          |  |  |       |       |       |
|  | Leopards         | Leopards         | 25          |             |    | Boland Cavaliers | Boland Cavaliers | 14       |  |  |       |       |       |
|  | 23 kwietnia 2010 |                  |             |             |    | Boland Cavaliers | Boland Cavaliers | 14       |  |  |       |       |       |
|  |                  |                  | Cheetahs    | Cheetahs    | 22 |                  |                  |          |  |  |       |       |       |
|  | Golden Lions     | Golden Lions     | Cheetahs    | Cheetahs    | 22 | 20               |                  |          |  |  |       |       |       |
|  | Golden Lions     | Golden Lions     |             |             |    |                  |                  |          |  |  |       |       |       |
|  | Cheetahs         | Cheetahs         | 30          |             |    |                  |                  |          |  |  |       |       |       |
|  | Cheetahs         | Cheetahs         | 30          |             |    |                  |                  |          |  |  |       |       |       |

| 24 kwietnia 201012:30 | Blue Bulls | 17:6(11:3) | Western Province | Loftus Versfeld Stadium, Pretoria Widzów: 2 000 Sędzia: Tiaan Jonker |
| 24 kwietnia 201012:30 |            | 17:6(11:3) |                  | Loftus Versfeld Stadium, Pretoria Widzów: 2 000 Sędzia: Tiaan Jonker |

| 24 kwietnia 201014:00 | Sharks XV | 28:24(21:7) | Griquas | ABSA Stadium, Durban Sędzia: Jason Jaftha |
| 24 kwietnia 201014:00 |           | 28:24(21:7) |         | ABSA Stadium, Durban Sędzia: Jason Jaftha |

| 24 kwietnia 201016:00 | Boland Cavaliers | 30:25(6:19) | Leopards | Boland Stadium, Wellington Widzów: 2 100 Sędzia: Mlungiseleli Mdashe |
| 24 kwietnia 201016:00 |                  | 30:25(6:19) |          | Boland Stadium, Wellington Widzów: 2 100 Sędzia: Mlungiseleli Mdashe |

| 23 kwietnia 201015:45 | Golden Lions | 20:30(15:12) | Cheetahs | Johannesburg Stadium, Johannesburg Widzów: 200 Sędzia: Francois Veldsman |
| 23 kwietnia 201015:45 |              | 20:30(15:12) |          | Johannesburg Stadium, Johannesburg Widzów: 200 Sędzia: Francois Veldsman |

| 1 maja 201016:00 | Blue Bulls | 33:3(13:3) | Sharks XV | Loftus Versfeld Stadium, Pretoria Sędzia: Delbirth Juliun November |
| 1 maja 201016:00 |            | 33:3(13:3) |           | Loftus Versfeld Stadium, Pretoria Sędzia: Delbirth Juliun November |

| 1 maja 201015:00 | Boland Cavaliers | 14:22(9:16) | Cheetahs | Boland Stadium, Wellington Sędzia: Ben Crouse |
| 1 maja 201015:00 |                  | 14:22(9:16) |          | Boland Stadium, Wellington Sędzia: Ben Crouse |

| 7 maja 201016:00 | Blue Bulls | 31:29(8:16) | Cheetahs | Loftus Versfeld Stadium, Pretoria Widzów: 2 500 Sędzia: Jason Jaftha |
| 7 maja 201016:00 |            | 31:29(8:16) |          | Loftus Versfeld Stadium, Pretoria Widzów: 2 500 Sędzia: Jason Jaftha |